# Avenida Paulista

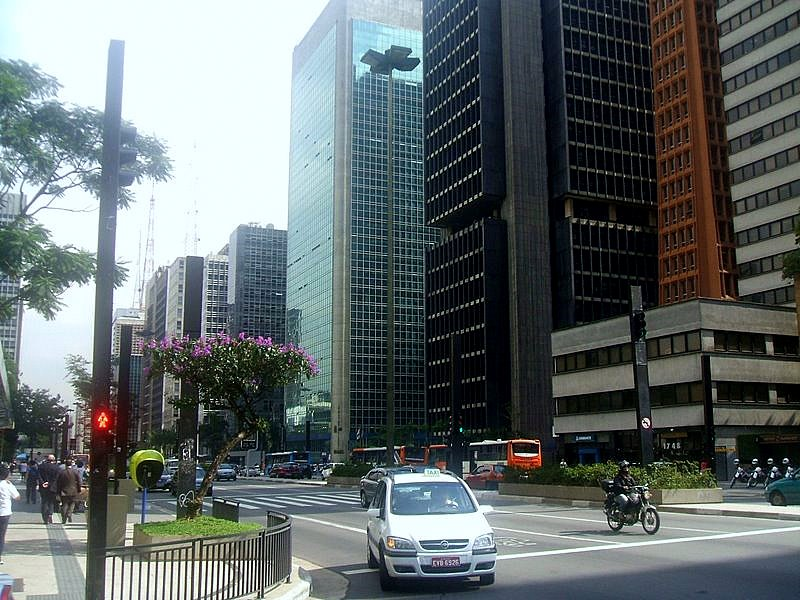
Avenida Paulista

Avenida Paulista este unul din principalele bulevarde și  cel mai mare centru financiar din orașul São Paulo, Brazilia.